# Főkvantumszám
A főkvantumszám (jele n) a kvantummechanikában használt négy, az atomban levő elektron állapotának leírására használt kvantumszám egyike. Diszkrét változó, értéke csak egész szám lehet. n növekedésével nő az elektronhéjak száma, és az elektron hosszabb időt tölt az atommagtól távolabb. n növekedésével az elektron energiája is nő, és így kevésbé szorosan kötődik az atommaghoz. Az elektron teljes energiája hidrogénatom esetén – ahogy alább látni fogjuk – az n főkvantumszám négyzetével fordítottan arányos.
Először a Bohr-féle atommodellben vezették be, a különböző energiaszinteket megkülönböztetendő. A modern kvantummechanika fejlődésével az egyszerű Bohr-modellt az atompályák bonyolultabb elmélete váltotta fel, de a főkvantumszámot ez az elmélet is használja.
A főkvantumszámon kívül a kötött elektron további kvantumszámai az ℓ mellékkvantumszám, az ml mágneses kvantumszám és az  s spinkvantumszám.

## Levezetése
Az atom energiaállapotaihoz több különböző kvantumszám tartozik. A négy – n, ℓ, m, és s – kvantumszám meghatározza az atom egyik elektronjának a teljes és egyedi kvantumállapotát, azaz annak hullámfüggvényét vagy pályáját. A Pauli-féle kizárási elv szerint egy atomon belül két elektronnak nem lehet ugyanaz mind a négy kvantumszáma. A Schrödinger-egyenlet hullámfüggvénye három egyenletre redukálódik, melyek megoldása megadja az első három kvantumszámot. Az első három kvantumszámra vonatkozó egyenletek ezért egymással összefüggnek. A főkvantumszám a hullámfüggvény megoldásának radiális részéből jön ki, amint az alább látható.
A Schrödinger hullámegyenlet az energia sajátállapotokat a megfelelő valós En számokkal írja le, meghatározott, En értékű teljes energiával. A hidrogénatomban az elektron kötött állapotának energiái:
{\displaystyle E_{n}={\frac {E_{1}}{n^{2}}}={\frac {-13.6{\text{ eV}}}{n^{2}}},\quad n=1,2,3,\ldots }
n értéke csak pozitív egész szám lehet. Az energiaszintek fogalma és azok jelölése az atom Bohr-modelljéből származnak. A Schrödinger-egyenlet a lapos, két dimenziós Bohr-atom elképzeléséből háromdimenziós hullámfüggvénymodellt fejlesztett.
A Bohr-modellben a megengedett pályákat az L pályaimpulzusmomentum kvantált (diszkrét) értékeiből vezették le, az alábbi egyenlet szerint:
{\displaystyle \mathbf {L} =n\cdot \hbar =n\cdot {h \over 2\pi }}
ahol n = 1, 2, 3, … neve főkvantumszám, h pedig a Planck-állandó. A kvantummechanikában ez a képlet nem helyes, mivel az impulzusmomentum nagyságát a mellékkvantumszám adja meg, de az energiaszintek helyesek, és klasszikusan megfelel az elektron potenciális és mozgási energia összegének.
Az n főkvantumszám adja meg az egyes pályák viszonylagos összenergiáját. Az egyes pályák energiaszintje a magtól távolodva növekszik. Az ugyanahhoz az n értékhez tartozó pályák összességét gyakran elektronhéjnak vagy energiaszintnek nevezik.
A bármely hullám-anyag kölcsönhatás során kicserélődő energia legkisebb értéke a hullám frekvenciájának és a Planck-állandónak a szorzata. Ez okozza azt, hogy a hullám részecskeszerű energiaadagként, kvantumként viselkedik. A különböző n értékekhez tartozó energiaszintek közötti különbség határozza meg egy elem emissziós spektrumát.
A periódusos rendszer szokásos jelölésével a fő elektronhéjak az alábbiak:
K (n = 1), L (n = 2), M (n = 3) stb.
A főkvantumszám és az nr radiális kvantumszám közötti kapcsolat:
{\displaystyle n=n_{r}+\ell +1\,}
ahol ℓ a mellékkvantumszám, nr pedig a radiális hullámfüggvény nullahelyeinek (csomófelületeinek) számával egyenlő.
Egy közös Coulomb-erőtérben mozgó, diszkrét spektrumú részecske teljes energiája:
{\displaystyle E_{n}=-{\frac {Z^{2}\hbar ^{2}}{2m_{0}a_{B}^{2}n^{2}}}=-{\frac {Z^{2}e^{4}m_{0}}{2\hbar ^{2}n^{2}}}},
ahol:
- {\displaystyle a_{B}} a Bohr-sugár,
- {\displaystyle n} a főkvantumszám.

A Coulomb-erőtérben mozgó elektron kvantummechanikai problémájának megoldásából származó vonalas spektrum egybeesik azzal, mint amelyet a klasszikus egyenletek Bohr–Sommerfeld-féle kvantálási szabályok alapján történő átalakítása eredményez. A radiális kvantumszám meghatározza az {\displaystyle R(r)} radiális hullámfüggvény csomófelületeinek számát.

## Fordítás
- Ez a szócikk részben vagy egészben  a   Principal quantum number című angol Wikipédia-szócikk ezen változatának fordításán alapul.  Az eredeti cikk szerkesztőit annak laptörténete sorolja fel. Ez a jelzés csupán a megfogalmazás eredetét és a szerzői jogokat jelzi, nem szolgál a cikkben szereplő információk forrásmegjelöléseként.

### Ismeretterjesztő weblapok
- A kvantumszámok | Fizika - 11. évfolyam | Sulinet Tudásbázis. tudasbazis.sulinet.hu. (Hozzáférés: 2019. január 2.)
- Anyagszerkezettan és anyagvizsgálat|Digitális Tankönyvtár (magyar nyelven). www.tankonyvtar.hu. (Hozzáférés: 2019. január 2.)
- Quantum Numbers and Electron Configurations (angol nyelven). chemed.chem.purdue.edu. (Hozzáférés: 2019. január 2.)

### Szakkönyvek, tankönyvek
- Budó Ágoston, Mátrai Tibor, Hornyák László. Kísérleti Fizika III. – Optika és Atomfizika. Nemzeti Tankönyvkiadó Rt. (1999). ISBN 963 19 0309 5
- Nagy, Károly. Kvantummechanika : egyetemi tankönyv. Nemzeti Tankönyvkiado (2000). ISBN 978-963-19-1127-5. OCLC 895106577